# Тендер типа 17
Тендер типа 17 (Тендер типа 1932 г.) — первый советский 6-осный тендер, разработанный и строившийся Луганским паровозостроительным заводом с 1932 года. С данным тендером эксплуатировались все паровозы серии ФД начиная с № 2 (был построен в 1932 году). Начиная с 1936 года вместо данного тендера паровозы ФД эксплуатировались с тендерами 6П.